# Synagoge (Alessandria)

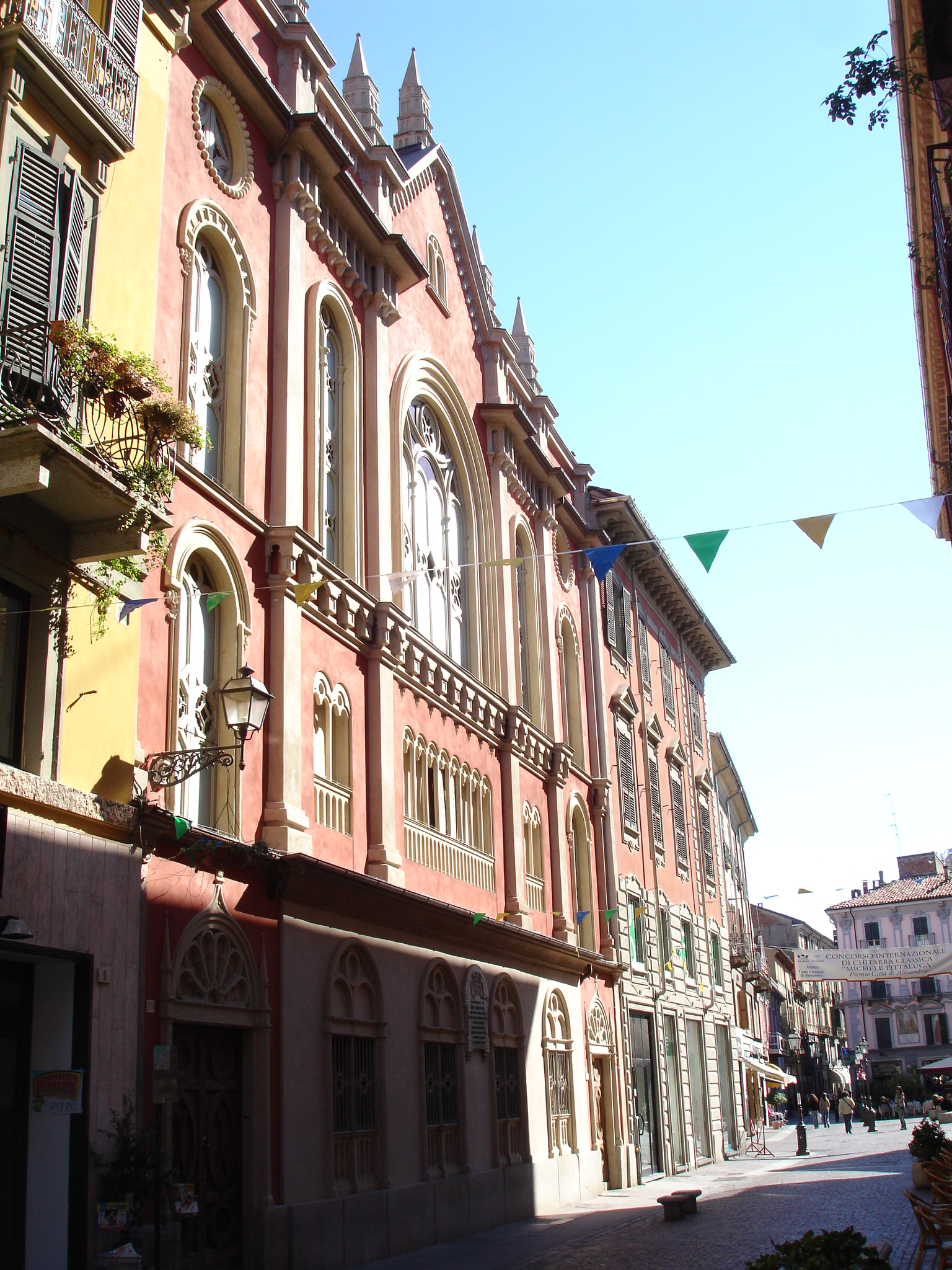
Synagoge in Alessandria (Bildmitte)

Die Synagoge in Alessandria, einer Stadt in der italienischen Region Piemont und Hauptstadt der Provinz Alessandria, wurde 1871 errichtet. Die Synagoge befindet sich an der Via Milano 7.
Die neugotische Synagoge wurde nach Plänen des Architekten Giovanni Roveda erbaut. 